# Геренчук Каленик Іванович

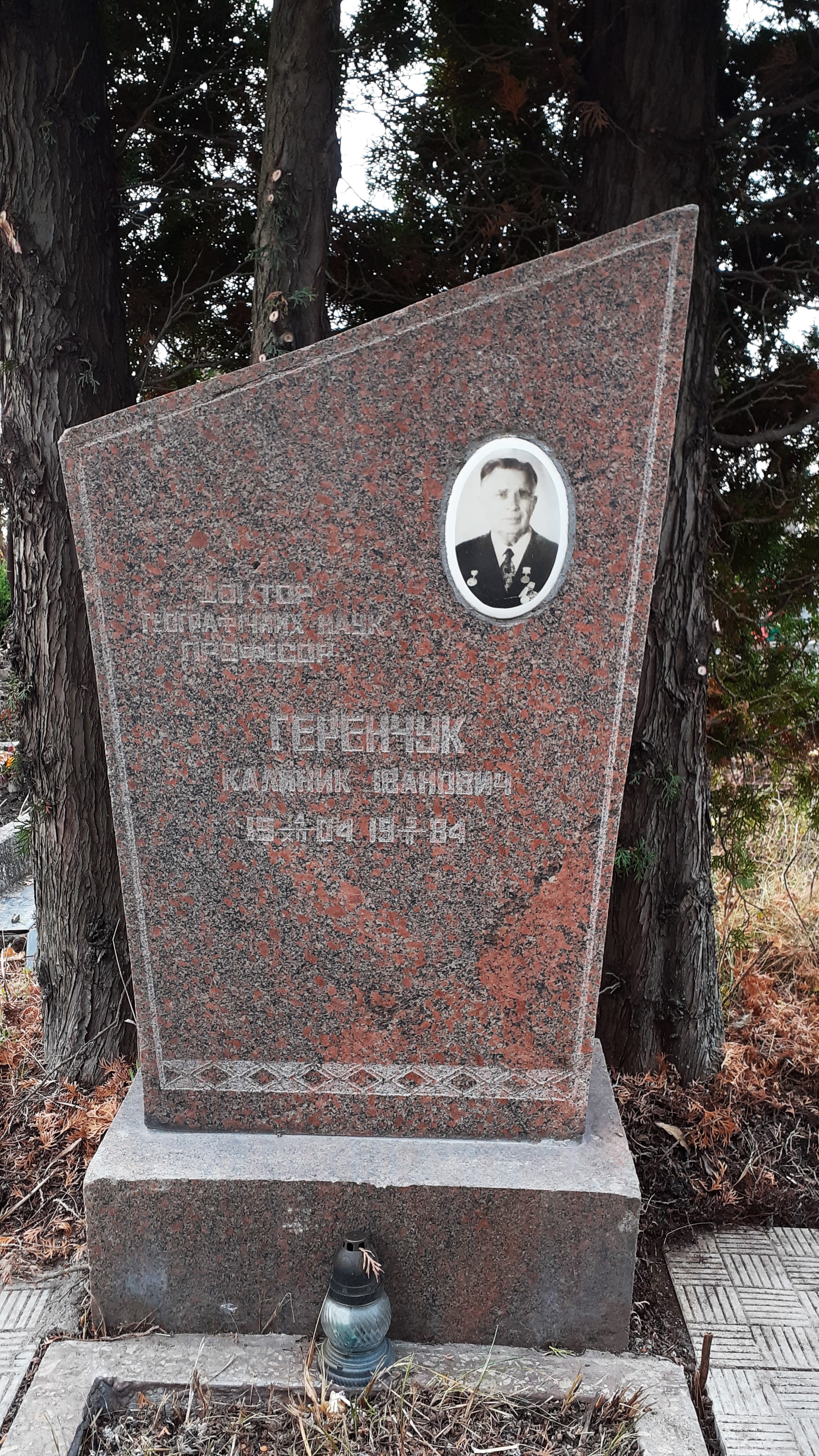
Могила Геренчука Каленика Івановича https://www.google.com/maps/place/48%C2%B043'39.0%22N+26%C2%B034'41.0%22E/@48.7275,26.5758669,843m/data=!3m1!1e3!4m5!3m4!1s0x0:0x991047aaba3359e5!8m2!3d48.7275!4d26.5780556

Кале́ник Іва́нович Геренчу́к (* 14 грудня 1904, село Біла, нині Кам'янець-Подільський район, Хмельницької області — † 5 лютого 1984, Львів, похований у Кам'янці-Подільському) — український фізико-географ, геоморфолог, ландшафтознавець. Доктор географічних наук (1958), професор (1960).

## Біографічні відомості
Закінчив 1925 року Кам'янець-Подільський інститут народної освіти (нині Кам'янець-Подільський національний університет). Викладав у Кам'янець-Подільському учительському інституті (1932–1938).
У 1945–1954 роках працював у Чернівецькому університеті. Завідував кафедрою фізичної географії.
Від 1954 року працював у Львівському університеті: 1954–1974 — завідувач кафедри фізичної географії, від 1979 — професор.
Був членом КПРС від 1962 року.

## Наукова діяльність
Каленик Геренчук — один із засновників структурної геоморфології. Основні його праці присвячено:
- питанням розвитку рельєфу,
- проблемам ландшафтознавства,
- проблемам фізико-географічного районування території України,
- природоохоронним проблемам,
- загальним і регіональним питанням фізичної географії, геоморфології.

Автор підручника та кількох навчальних посібників для студентів вищих навчальних закладів і вчителів.
Співавтор (редактор) восьми монографій, присвячених природі західних областей України.
Очолював Львівський відділ Географічного товариства УРСР.
Почесний член Географічного товариства СРСР (від 1970 року).